# Polliat
Polliat es una comuna francesa situada en el departamento de Ain, de la región de Auvernia-Ródano-Alpes.

## Demografía
| 1 328 | 1 402 | 1 396 | 1 362 | 1 558 | 1 841 | 2 025 | 2 019 | 2 296 | 2 374 | 2 511 |
| Para los censos de 1962 a 1999 la población legal corresponde a la población sin duplicidades (Fuente: INSEE [Consultar]) |       |       |       |       |       |       |       |       |       |       |